# Allan B. Polunsky Unit

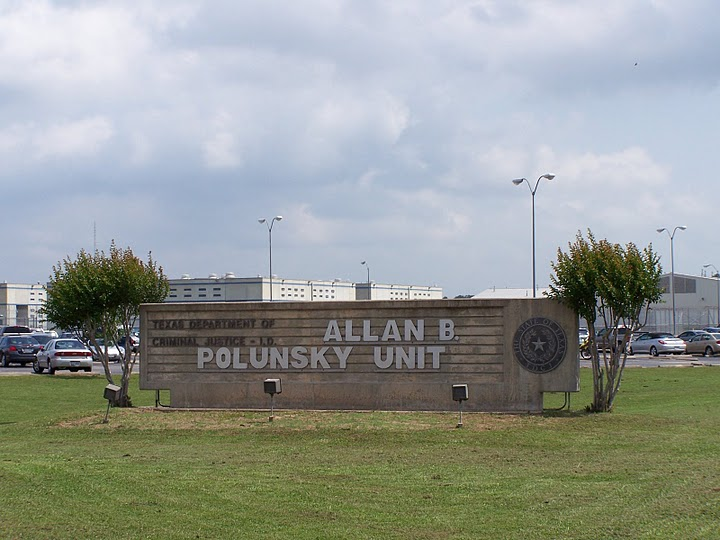
Allan B. Polunsky Unit

Die Allan B. Polunsky Unit, oder kurz Polunsky Unit, ist ein Staatsgefängnis im Polk County im US-amerikanischen Bundesstaat Texas. 
Die Polunsky Unit liegt etwa acht Kilometer südwestlich von Livingston und wurde im November 1993 eröffnet. Die Strafanstalt bietet Platz für 2.900 Häftlinge. Betreiber der Strafanstalt ist das Texas Department of Criminal Justice, die Strafvollzugsbehörde von Texas. Das Gefängnis beinhaltet unter anderem auch den Todestrakt des Bundesstaats. 

## Todestrakt
Die Haftanstalt wird als Supermax-Hochsicherheitsgefängnis geführt und beinhaltet unter anderem auch die Todeszellen für alle zum Tode verurteilten männlichen Personen des Bundesstaates. Hinrichtungen werden jedoch nicht in der Allan B. Polunsky Unit, sondern in der Huntsville Unit vollstreckt, wobei die Häftlinge kurz vor dem geplanten Hinrichtungstermin von der Polunsky Unit in die Huntsville Unit überstellt werden.
Die zum Tode Verurteilten sind im Gebäude 12 innerhalb der Strafanstalt in 5,6 m2 großen Einzelzellen mit Fenster untergebracht. Den Gefangenen des Todestrakts ist es nicht erlaubt, die Zellen zu verlassen oder innerhalb der Anstalt zu arbeiten. Sie tragen eine weiße Häftlingsuniform, wie die anderen Insassen auch, die jedoch mit den schwarzen Buchstaben „DR“ (für engl. Death Row) zur besonderen Kennzeichnung versehen ist.
Der Autor Robert Perkinson, Herausgeber des Buches Texas Tough: The Rise of America's Prison Empire, bezeichnet die Allan B. Polunsky Unit als „the hardest place to do time in Texas“ (der härteste Ort in Texas, um seine Haft abzusitzen).

## Geschichte
Eröffnet wurde die Haftanstalt im November 1993 unter dem Namen Terrell Unit mit der Intention, zukünftig alle männlichen zum Tode verurteilten Strafgefangenen in Texas aufzunehmen. Zur tatsächlichen Überstellung aller Todestraktinsassen aus der Ellis Unit kam es aber erst im Jahr 1999, nachdem einem Insassen des Todestrakts in der Ellis Unit im November 1998 aus der Haftanstalt die Flucht gelang. Die Strafvollzugsbehörde entschied daraufhin, den Todestrakt komplett in die Terrell Unit zu verlegen. Am 20. Juli 2001 entschied dieselbe Behörde, nachdem der bisherige Namenspate des Gefängnisses, Charles Terrell, seinen Namen nicht weiter im Bezug zur Todesstrafe wissen wollte, die Haftanstalt in Allan B. Polunsky Unit umzubenennen. Polunsky ist, ebenso wie Terrell, ein ehemaliger Vorsitzender der Strafvollzugsbehörde.

### Zwischenfälle
- Im Februar 2000 nahmen zwei Insassen eine Aufseherin als Geisel, um in Verhandlungen mit dem Personal treten zu können, was jedoch scheiterte. Einer der Geiselnehmer, für den bereits ein Hinrichtungsdatum feststand, Ponchai Wilkerson, wurde später wie geplant hingerichtet.

- Im Mai 2000 zog einer der zum Tode Verurteilten den Arm eines Anstaltspriesters durch die Gitterstäbe in seine Zelle und wollte diesen mit einer Rasierklinge abschneiden. Durch den Einsatz von Reizgas gelang es den Aufsehern den Vorfall zu beenden. Der Häftling Juan Salvez Soria wurde daraufhin in eine Spezialabteilung der Strafanstalt verlegt und später wie geplant hingerichtet.

## Bekannte Insassen
- Robert Fratta (1957–2023), Polizeibeamter, ließ seine Ehefrau durch einen Auftragsmord töten
- Tommy Lynn Sells (1964–2014), US-amerikanischer Schwerverbrecher, dem zwischen 13 und 60 Morde in verschiedenen Bundesstaaten zur Last gelegt werden. Zum Tode verurteilt und am 3. April 2014 hingerichtet.
- Angel Maturino Resendez (1960–2006), Serienmörder der als „The Railroad Killer“ bekannt wurde. In der Polunsky Unit inhaftiert, zum Tode verurteilt und im Juni 2006 in der Huntsville Unit hingerichtet.
- George Rivas (1970–2012), Mitglied der berüchtigten Ausbrecherbande „Texas Seven“, welche eine der größten Fahndungen in der US-Geschichte auslöste. Bei ihrem Ausbruch flüchteten sie aus einem Hochsicherheitsgefängnis, begingen mehrere Raubüberfälle und erschossen dabei einen Polizisten. Zum Tode verurteilt und am 29. Februar 2012 hingerichtet.
- Steven Jay Russell (* 1957), US-amerikanischer Trickbetrüger und Hochstapler, der mehrere Male aus dem Gefängnis ausgebrochen ist